# Église Saint-Martin de Louversey
L'église Saint-Martin est une église catholique située à Louversey en France.

## Localisation
L'église est située dans le département français de l'Eure dans le bourg de la commune de Louversey.

## Historique
L'édifice est daté du XIIe siècle.
Des travaux sont réalisés par la suite, au XIVe siècle puis aux XVIe – XVIIe siècles.
L'édifice est classé au titre des monuments historiques par arrêté du 2 mai 1921.